# Rauðafell
Rauðafell är ett berg i republiken Island. Det ligger i regionen Norðurland vestra, 180 km nordost om huvudstaden Reykjavík. Toppen på Rauðafell är 895 meter över havet, eller 65 meter över den omgivande terrängen. Bredden vid basen är 1,7 km.
Trakten runt Rauðafell är nära nog obefolkad, med mindre än två invånare per kvadratkilometer. Det finns inga samhällen i närheten. Trakten runt Rauðafell är ofruktbar med lite eller ingen växtlighet.